# Great Whelnetham
Great Whelnetham eller Great Welnetham är en by och en civil parish i distriktet West Suffolk i Suffolk i England. Orten har 830 invånare (2001). Den har en kyrka.